# ئی‌ام‌سی ئی۱
ئی‌ام‌سی ئی۱ (انگلیسی: EMC E1) یک لوکوموتیو دیزلی ساخت شرکت الکترو-موتیو دیزل بوده است.
این لوکوموتیو که مابین سال‌های ۱۹۳۷ تا ۱۹۳۸ تولید می‌شده دارای ۱۵۰۰ اسب بخار توان خروجی بوده است.